# Stadion 1. maja, Rungrado
Stadion 1. maja Rungrado (릉라도 5월1일 경기장) je večnamenski stadion v Pjongjangu, v Severni Koreji. S kapaciteto 115 000 sedežev velja za največji stadion na svetu. Stadion obsega površino 207 000 m², igralna površina obsega 22 500 m², največja višina stadiona je okrog 60 metrov. Odprt je bil 1. maja 1989. V bližini se nahaja tudi 50 000 sedežni stadion Kim Il Sung.
Največje število obiskovalcev so dosegli aprila 1995 in sicer 190 000.